# Деста Йоганнес
Деста Йоганнес Егета (амх. ደስታ ዮሃንስ; нар. 17 квітня 1998, Аваса, Ефіопія) — ефіопський футболіст, лівий захисник клубу «Адама Сіті» та національної збірної Ефіопії.

## Клубна кар'єра
Футбольну кар'єру розпочав в «Аваса Сіті». У сезоні 2015/16 років дебютував у вище вказаному клубі в Прем'єр-лізі Ефіопії. У 2018 року перейшов у «Діфенс Форсез», а в 2021 році повернувся в «Адама Сіті».

## Кар'єра в збірній
У футболці національної збірної Ефіопії дебютував 5 серпня 2017 року в нічийному (1:1) товариському поєдинку проти Замбії в Лусаці. 23 грудня 2021 року опинився у списку гравців, які поїхали на Кубок африканських націй 2021 року.

## Статистика виступів

### У збірній
| Дата       | Місто       | Господарі | Результат | Гості        | Турнір                                  | Голи | Примітки |
| ---------- | ----------- | --------- | --------- | ------------ | --------------------------------------- | ---- | -------- |
| 5-8-2017   | Лусака      | Замбія    | 0 – 0     | Ефіопія      | товариський матч                        | -    |          |
| 13-8-2017  | Аваса       | Ефіопія   | 1 – 1     | Судан        | кваліфікація ЧАН 2018                   | -    |          |
| 19-8-2017  | Ель-Обейд   | Судан     | 1 – 0     | Ефіопія      | кваліфікація ЧАН 2018                   | -    |          |
| 30-9-2017  | Габороне    | Ботсвана  | 2 – 0     | Ефіопія      | товариський матч                        | -    |          |
| 18-11-2018 | Аддис-Абеба | Ефіопія   | 0 – 2     | Гана         | Відбір до Кубка африканських націй 2019 | -    | 57'      |
| 26-8-2021  | Бахр-Дар    | Ефіопія   | 0 – 0     | Сьєрра-Леоне | товариський матч                        | -    | 76'      |
| 29-8-2021  | Бахр-Дар    | Ефіопія   | 2 – 1     | Уганда       | товариський матч                        | -    |          |
| 9-10-2021  | Бахр-Дар    | Ефіопія   | 1 – 3     | ПАР          | Відбір до ЧС 2022                       | -    | 68'      |
| 30-12-2021 | Лімбе       | Ефіопія   | 3 – 2     | Судан        | товариський матч                        | -    |          |
| Усього     |             | Матчів    | 9         |              | Голів                                   | 0    |          |